# نوبويوكي أوإيشي
نوبويوكي أُوإيشي (باليابانية: (大石 信幸) (12 سبتمبر 1939 في هيروشيما في اليابان – )؛ هو لاعب كرة قدم ياباني سابق كان يلعب كمهاجم. سبق له أن لعب مع منتخب اليابان.

## وصلات خارجية
- نوبويوكي أوإيشي على موقع ناشيونال فوتبول تيمز (الإنجليزية)

- National Football Teams
- Japan National Football Team Database